# Щоденники мерців
«Щоденники мерців» (англ. Diary of the Dead) — американський фільм жахів 2007 року.

## Сюжет
Професор Максвелл разом зі своїми студентами знімає аматорський фільм жахів в лісі. Несподівано вони чують по радіо інформацію про те, що мерці повстають зі своїх могил. Підлітки вирішують повернутися в місто, щоб особисто переконатися в подіях. Незабаром вони виявляють, що в місті дійсно відбуваються дивні події, всюди панує безлад і хаос. По вулицях повільно бродять люди зі скляним поглядом і нерівною ходою. Студенти починають знімати все, що відбувається на камеру.

## У ролях
| Актор               | Роль                        |
| ------------------- | --------------------------- |
| Мішель Морган       | Дебра Мойніхан              |
| Джошуа Клоуз        | Джейсон Крід                |
| Шон Робертс         | Тоні Равелло                |
| Емі Чупак Лалонд    | Трейсі Турман               |
| Джо Дінікол         | Еліот Стоун                 |
| Скотт Вентворф      | Ендрю Максвелл              |
| Філіп Річчіо        | Рідлі Вілмот                |
| Кріс Віолет         | Гордо Торсен                |
| Тетяна Маслані      | Марія Декстер               |
| Тодд Шредер         | Броді                       |
| Деніел Кеш          | поліцейський                |
| Лаура де Декартерет | Брі                         |
| Мартін Роуч         | незнайомець                 |
| Меган Парк          | Франсін Шейн                |
| Джордж Буза         | татуйований байкер          |
| Вес Крейвен         | диктор                      |
| Гільєрмо дель Торо  | диктор                      |
| Стівен Кінг         | диктор                      |
| Саймон Пегг         | диктор                      |
| Джордж Ромеро       | начальник поліції Артур Кац |
| Том Савіні          | людина на радіо             |
| Квентін Тарантіно   | диктор                      |